# پیر چارلز
پیر چارلز (انگلیسی: Pierre Charles؛ ۳۰ ژوئن ۱۹۵۴ – ۶ ژانویهٔ ۲۰۰۴) یک سیاست‌مدار اهل دومینیکا بود.